# Петро (митрополит Київський)
Петро́ Ратенський, Петро Волинянин (1260? — 21 грудня 1326) — Митрополит Київський і всієї Русі, святитель, чудотворець. Переніс київську митрополичу катедру з Владимира-на-Клязьмі до Москви.
У 1309 переїхав до Владимира, у 1325 — до Москви, через що російська агіографія іменує його першим Митрополитом Московським. Канонізований в лику святителів і вшановується 24 серпня та 21 грудня.

## Короткий життєпис
Петро Ратенський народився близько 1260 року на Львівщині, у селі Двірці в благочестивій боярській родині.
12-річним підлітком пішов у монастир, декілька років трудився в обителі. Юнак з благоговінням і великою майстерністю писав ікони. В Успенському соборі Московського кремля збереглося дві ікони, написані ним: Пречистої Божої Матері та ікона Пресвятої Богородиці, іменована «Петровською». З благословення духівника Петро віддалився в пустинне місце на березі річки Рати, де заснував монастир. Невдовзі його обрали ігуменом, згодом про подвижника стало відомо далеко за межами обителі.
Після смерті митрополита Галицького Ніфонта галицькі єпископи обрали Петра його наступником та відправили до Константинополя на затвердження. Але в той же час помер митрополит Київський Максим. Тому одночасно до Константинополя прибув із півночі ігумен Геронтій — кандидат від тверського князя Юрія. Через суперечки та вимоги північних князів скасувати Галицьку митрополію справа про затвердження митрополита тривала кілька років. Зрештою, Патріарх Афанасій I (патріарх Константинопольський) вирішив об'єднати разом 2 митрополії. Петру було надано титул — митрополит Київський і всієї Русі.
Ні галицьким князям, ні духовенству таке рішення не сподобалось — тим більше, що митрополит Петро поїхав до північних князівств. Так святий Патріарх Константинопольський Афанасій І об'єднує митрополії і наставляє Петра Ратенського митрополитом Київським і Галицьким. Він керував Руською Православною Церквою в період монгольського свавілля та княжих усобиць, мирив ворогуючих князів, ставав на перешкоді братовбивчим розбратам.
1325 року митрополит Петро, на прохання великого князя Івана I Калити, переніс митрополичу кафедру з Владимира-на-Клязьмі до Москви. З його благословення у Московському кремлі заклали Успенський собор.
Помер 21 грудня 1326 року. Через 13 років його зарахували до святих Руської церкви. Мощі святителя Петра почивають в Успенському соборі Московського кремля.
Вважається небесним покровителем Москви.

## Святині
Після смерті святителя його посох зберігали в Успенському соборі в Москві. У РПЦ є традиція всім новим предстоятелям церкви — митрополитам, а потім і патріархам — при посвяченні вручати цей посох.